# Sommer-Paralympics 2016/Teilnehmer (Amerikanische Jungferninseln)
| stlisierte Goldmedaille | stlisierte Silbermedaille | stlisierte Bronzemedaille |
| ----------------------- | ------------------------- | ------------------------- |
| —                       | —                         | —                         |

Die Amerikanische Jungferninseln entsendete zu den Paralympischen Sommerspielen 2016 in Rio de Janeiro einen Athleten.

## Leichtathletik

### Männer
| Athleten      | Wettbewerb   | Vorlauf / Vorkampf | Rang | Halbfinale |
| ------------- | ------------ | ------------------ | ---- | ---------- |
| Ivan Espinosa | 1500 m (T37) | 05:07,00 min       | 8    | –          |